# Benedetto Landriani
Benedetto Landriani (Busto Arsizio, 1650 – Busto Arsizio, 28 febbraio 1730) è stato un presbitero italiano.
Nacque da una facoltosa famiglia di Busto Arsizio e fu per 43 anni curato della collegiata di San Giovanni Battista nel suo borgo natio. Per questa chiesa fece realizzare i due pulpiti, le cantorie, la cappella esterna del Mortorio, la cappella del Santissimo Crocifisso, la croce e fu fautore di numerosi altri interventi.
Fu sempre Landriani a incaricare il pittore varesotto Salvatore Bianchi e suo figlio Francesco Maria di erigere e affrescare la chiesa della Beata Vergine delle Grazie.
Con il suo testamento, redatto nel 1730, anno della sua scomparsa, il Landriani destinò i suoi averi per l'erezione di un collegio dedicato a San Giuseppe per i padri oblati missionari di Rho, che stanziarono a Busto Arsizio tra il 1739 e il 1751 presso l'edificio che oggi ospita il municipio: palazzo Gilardoni. In seguito alla rinuncia all'eredità del canonico da parte dei padri oblati, questa fu destinata alla Confraternita del Santissimo Sacramento e alla Scuola dei Poveri, che trasformarono il collegio nel primo ospedale del borgo di Busto Arsizio.